# Olavi Nikkilä
Olavi Allan Nikkilä, né le 12 avril 1922 à Sääksmäki et mort le 15 juin 2014 à Valkeakoski, est un agronome, un agriculteur et un homme politique finlandais.
Il a siégé au Parlement de Finlande de 1966 à 1975 et de 1979 à 1983 pour le Parti de la Coalition nationale.